# Monsaguel
Monsaguel település Franciaországban, Dordogne megyében. Lakosainak száma 135 fő (2022. január 1.). Monsaguel Saint-Cernin-de-Labarde, Bouniagues, Plaisance, Issigeac és Saint-Perdoux községekkel határos.

## Népesség
A település népességének változása:
| Lakosok száma | 114  | 113  | 125  | 148  | 156  | 159  | 152  | 145  | 141  | 135  |
|               | 1968 | 1982 | 1990 | 2006 | 2013 | 2015 | 2017 | 2019 | 2020 | 2022 |